# Aiguille de Péclet
L'aiguille de Péclet est un sommet situé dans le massif de la Vanoise, en Savoie, dans la région Auvergne-Rhône-Alpes.

## Géographie

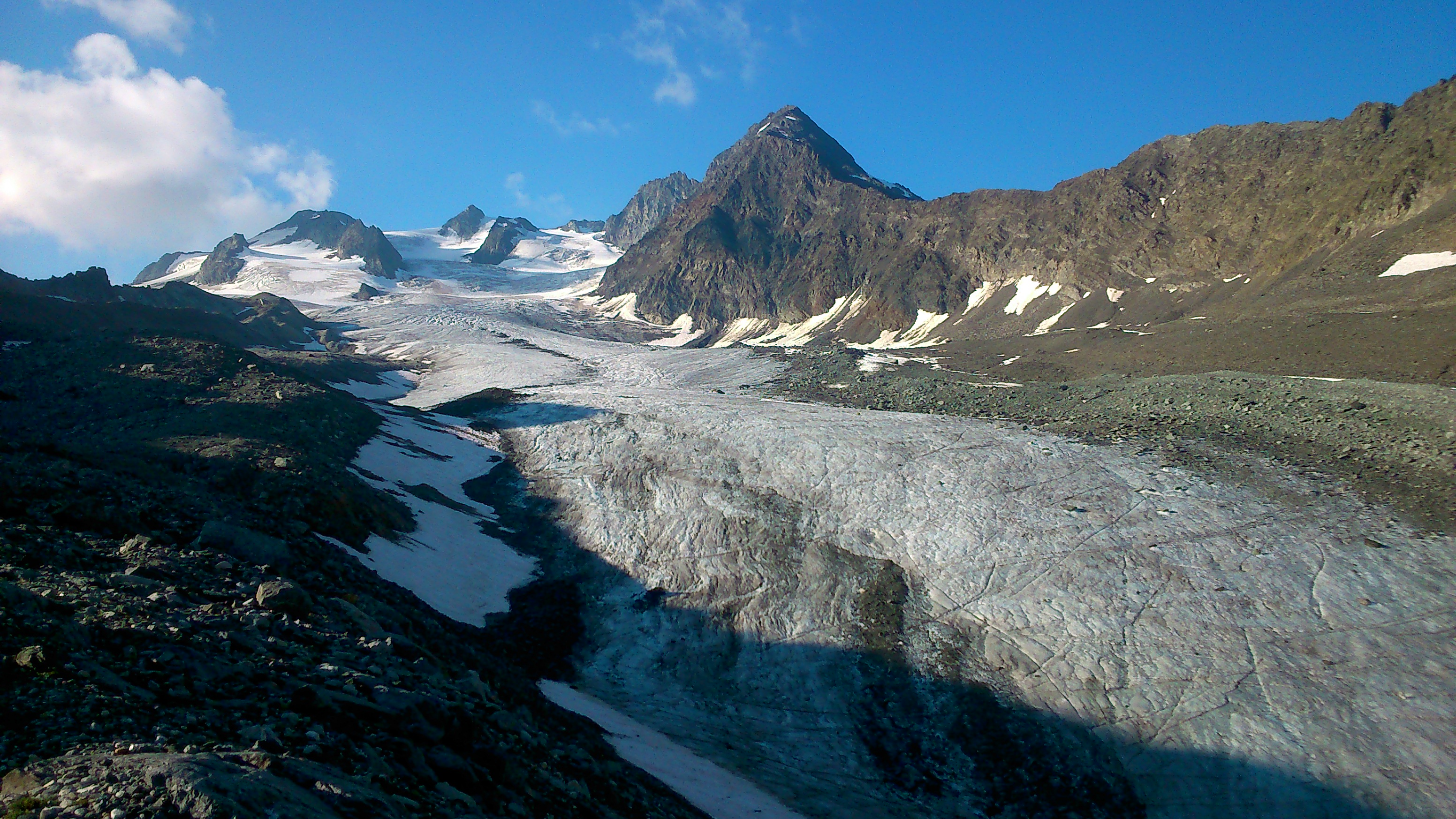
L'aiguille de Péclet dominant le glacier de Gébroulaz.

L'aiguille de Péclet est un sommet de 3 562 m d'altitude aux frontières de la vallée des Belleville et de la commune de Saint-Martin-de-Belleville, au-dessus de la station de Val Thorens, de Méribel, et de Modane dans la vallée de la Maurienne. Il est situé à la limite du parc national de la Vanoise. Cette aiguille est au centre de trois glaciers : le glacier de Gébroulaz — orienté vers le nord, — et le glacier de Chavière dans la parc de la Vanoise et le glacier de Péclet dans la zone périphérique du parc de la Vanoise.

## Accès
L'accès à l'aiguille de Péclet se fait par Pralognan-la-Vanoise, via le refuge de Péclet-Polset et le glacier de Gébroulaz, par Méribel via le refuge du Saut ou par Val Thorens,,.